# Michael Jace
Michael Jace (* 13. Juli 1962 in Paterson, New Jersey) ist ein US-amerikanischer Schauspieler. 

## Leben und Wirken
Michael Jace wurde in der Stadt Paterson geboren und wuchs in New York City auf. Während seiner Schulzeit an der Highschool in Hackensack, New Jersey spielte er Basketball und Baseball. Jahre später verkörperte Michael Jace wegen seiner athletischen Begabung und Ähnlichkeit mit Michael Jordan diesen in dem US-amerikanischen Fernsehfilm Michael Jordan: An American Hero.
Zum Schauspiel kam Michael Jace während seines Studiums am College, als er seiner damaligen Freundin beim Üben eines Theaterstückes zusah. Er studierte dann Schauspiel am Classic Stage Conservatory in New York. Nach seinem Abschluss arbeitete Michael Jace dann in kleineren Theatern der USA, bevor er nach Los Angeles zog, um seine Karriere voranzutreiben. Seine erste Fernsehrolle bekam er in der US-Fernsehserie Law & Order. Danach folgten weitere Nebenrollen in Fernsehproduktionen und Kinofilmen.
2002 wurde Michael Jace dem weltweiten Publikum durch seine Rolle des sehr christlich gläubigen und homosexuellen Polizisten Julien Lowe in der Fernsehserie The Shield – Gesetz der Gewalt bekannt.

### Mordprozess
Am 19. Mai 2014 geriet Michael Jace mit seiner zweiten Ehefrau April in einen Streit, in dessen Folge er diese vor den Augen der beiden gemeinsamen Kinder erschoss. Er verständigte anschließend selbst die Polizei und wurde vor seinem Haus im Stadtteil Hyde Park der Metropole Los Angeles verhaftet. Bereits 2011 hatte Jace Privatinsolvenz angemeldet und sein Haus mit einer Hypothek beliehen.
Am 1. Juni 2016 verurteilte ihn eine Geschworenenjury nach einem wochenlangen Prozess vor einem Gericht in Los Angeles wegen Mord zweiten Grades, also Mord mit bedingtem Vorsatz entsprechend dem Totschlag. Die Dauer der Haftstrafe wurde am 10. Juni 2016 verkündet. Jace muss 40 Jahre lang ins Gefängnis.

## Filmografie (Auswahl)
- 1992: Law & Order (Fernsehserie)
- 1993–2001: New York Cops – NYPD Blue (NYPD Blue, Fernsehserie, 2 Folgen)
- 1994: L.A. Law – Staranwälte, Tricks, Prozesse (L.A. Law, Fernsehserie)
- 1994: Die Abenteuer des Brisco County jr. (The Adventures of Brisco County, Jr., Fernsehserie)
- 1994: Star Trek: Deep Space Nine (Fernsehserie)
- 1994: Forrest Gump
- 1994: Das Kartell (Clear and Present Danger)
- 1995: Tyson (Fernsehfilm)
- 1995: Strange Days
- 1996: Bombshell
- 1996: Great White Hype – Eine K.O.Mödie (The Great White Hype)
- 1996: Nash Bridges (Fernsehserie)
- 1996: Boogie Nights
- 1996: The Fan
- 1997: Emergency Room – Die Notaufnahme (ER, Fernsehserie, 2 Folgen)
- 1998: Zwei Gangster heizen ein (Thick as Thieves)
- 1999: Michael Jordan: An American Hero (Fernsehfilm)
- 2000: Helden aus der zweiten Reihe (The Replacements)
- 2001: Planet der Affen (Planet of the Apes)
- 2001: Mord ist ihr Hobby – Der letzte freie Mann (Murder, She Wrote: The Last Free Man)
- 2002: Scorcher – Die Erde brennt (Scorcher)
- 2002: Für alle Fälle Amy (Judging Amy, Fernsehserie, 2 Folgen)
- 2002–2008: The Shield – Gesetz der Gewalt (The Shield, Fernsehserie, 88 Folgen)
- 2003: Born 2 Die (Cradle 2 the Grave)
- 2005: Fair Game
- 2006: Cold Case – Kein Opfer ist je vergessen (Cold Case, Fernsehserie)
- 2006: Spiel auf Bewährung (Gridiron Gang)
- 2007: Bats 2: Blutige Ernte (Bats: Human Harvest, Fernsehfilm)
- 2009: State of Play – Stand der Dinge (State of Play)
- 2010: CSI: Den Tätern auf der Spur (CSI: Crime Scene Investigation, Fernsehserie, Episode 10x17)